# Кузькинська сільська рада
Ку́зькинська сільська рада (рос. Кузькинский сельский совет) — сільське поселення у складі Матвієвського району Оренбурзької області Росії.
Адміністративний центр — село Кузькино.

## Історія
2005 року було ліквідовано село Васильєвка.

## Населення
Населення — 322 особи (2019; 414 в 2010, 543 у 2002).

## Склад
До складу сільської ради входять:
| Населений пункт   | Населення, осіб (2002) | Населення, осіб (2010) |
| ----------------- | ---------------------- | ---------------------- |
| Васильєвка, село  | 5                      | -                      |
| Кузькино, село    | 517                    | 414                    |
| Отборовка, селище | 21                     | 0                      |